# Doug Moe
Douglas Edwin Moe (Brooklyn, 21 september 1938) is een Amerikaans voormalig basketbalspeler en basketbalcoach.

## Carrière
Moe speelde collegebasketbal voor de North Carolina Tar Heels en stelde zich kandidaat voor de draft in 1961. Hij was in zijn collegeperiode in opspraak gekomen en genoemd in een puntenschandaal waar men niet kon aantonen dat hij er iets mee te maken had. Hij speelde ondanks dat hij al in 1960 (7e ronde 52e overall door Detroit Pistons) en 1961 (2e ronde 22e overall door Chicago Packers) gedraft was pas in 1965 professioneel basketbal in Italië bij Pallacanestro Petrarca. Hij speelde daarna voor de New Orleans Buccaneers, Oakland Oaks, Carolina Cougars en de Virginia Squires. Hij was driemaal ABA All-Star en won een ABA-kampioenschap.
Na zijn carrière als speler werd hij assistent-coach bij zijn ex-club de Carolina Cougars. Hij werd daarna assistent bij de Denver Nuggets, na twee jaar nam hij de taak van hoofdcoach over bij de San Antonio Spurs voor vier jaar. Daarna bleef aan voor elf jaar bij de Nuggets. Nadien was hij nog een aantal keer assistent bij de Nuggets en was nog hoofdcoach bij de Philadelphia 76ers.
In 1988 werd verkozen tot coach van het jaar, en het nummer 432 werd door de Nuggets teruggetrokken naar het aantal overwinningen dat hij als hoofdcoach wist te behalen.

## Erelijst
- ABA kampioen: 1969
- ABA All-Star: 1968, 1969, 1970
- NBA coach van het Jaar: 1988
- nummer 432 teruggetrokken door de Denver Nuggets
- Chuck Daly Lifetime Achievement Award: 2017/18
- Colorado Sports Hall of Fame: 1997[1]
- San Antonio Sports Hall of Fame: 2015[2]

11 Brown · 
12 Logan · 
14 Critchfield · 
24 Barry · 
30 Bradds · 
31 Jabali · 
32 Clawson · 
33 Harge · 
34 Moe · 
40 Peterson · 
42 Eakins · 
Coach Hannum